# Anisocentropus illustris
Anisocentropus illustris là một loài Trichoptera trong họ Calamoceratidae. Chúng phân bố ở miền Australasia.